# Jordi Jiménez Casanova
Jordi Jiménez Casanova (Vilassar de Mar, 19 de març de 1980) és un exjugador de bàsquet català. Amb el seu 1.83 metres jugava en la posició de base.

## Carrera esportiva
Jiménez va començar a jugar a la pedrera del Vilassar, tot i que ben aviat es va incorporar a les categories inferiors del Joventut de Badalona. Amb l'equip cadet del Joventut va ser campió d'Espanya cadet el 1996. L'any 1998 va fer el salt a la lliga EBA amb el Sant Josep, equip vinculat a la Penya. Va ser durant la temporada següent, la 1999-2000, en que tot i seguir sent jugador d'EBA va debutar en la lliga ACB amb l'equip verd-i-negre. Només va jugar quatre partits a la màxima categoria en tota la temporada, però va ser clau per a la victòria de l'equip en la jornada 32 en què el Joventut rebia la visita del Caja San Fernando. Aquell dia Jiménez va jugar 35 minuts substituint el lesionat Rafa Jofresa, i va aconseguir 10 punts i 16 de valoració.
Les següents temporades le sva passar a LEB 2, jugant en equips com l'Aguas de Valencia Gandía (2000-01), el Condis Gramenet (2001-02) i el CB Aracena (2002-03). Una oferta laboral en una entitat financera li va fer deixar l'esport de manera professional, tot i que continuà jugant en equips catalans de lliga EBA fins que els seus problemes als genolls el van fer deixar l'esport definitivament.